# پشته جزایری
پشته جزایری، محله در  جنوب شهرستان خرم‌آباد در استان لرستان ایران است.

## جمعیت
این روستا در دهستان کرگاه غربی قرار دارد و بر اساس سرشماری مرکز آمار ایران در سال۱۳۹۵، جمعیت آن ۲۴۷۱ نفر (۷۱۷خانوار) بوده‌است.